# Glypta humilis
Glypta humilis är en stekelart som beskrevs av Maximilian Spinola 1851. Glypta humilis ingår i släktet Glypta och familjen brokparasitsteklar. Inga underarter finns listade i Catalogue of Life.